# تینتاجل
تینتاجل (به انگلیسی: Tintagel) یک روستا و محله مدنی در بریتانیا است که در کورنوال واقع شده‌است. تینتاجل ۱٬۷۸۲ نفر جمعیت دارد.